# سویفت کارنت
سویفت کارنت شهری کوچک در جنوب غربی استان ساسکاچوان در کانادا است؛ که در مسیر بزرگراه ترنس کانادا در ۱۷۰ کیلومتر (۱۱۰ مایل) غرب موس جاو و ۲۱۸ کیلومتر (۱۳۵ مایل) شرقمدیسن هت در استان آلبرتا واقع شده است.

## جمعیت
در سال ۲۰۱۱ جمعیت ساکنان سویفت کارنت ۱۵٬۵۰۳ نفر بوده که ۳/۷ درصد رشد را بین سال‌های ۲۰۰۶ و ۲۰۱۱ تجربه کرده است.

## نگارخانه

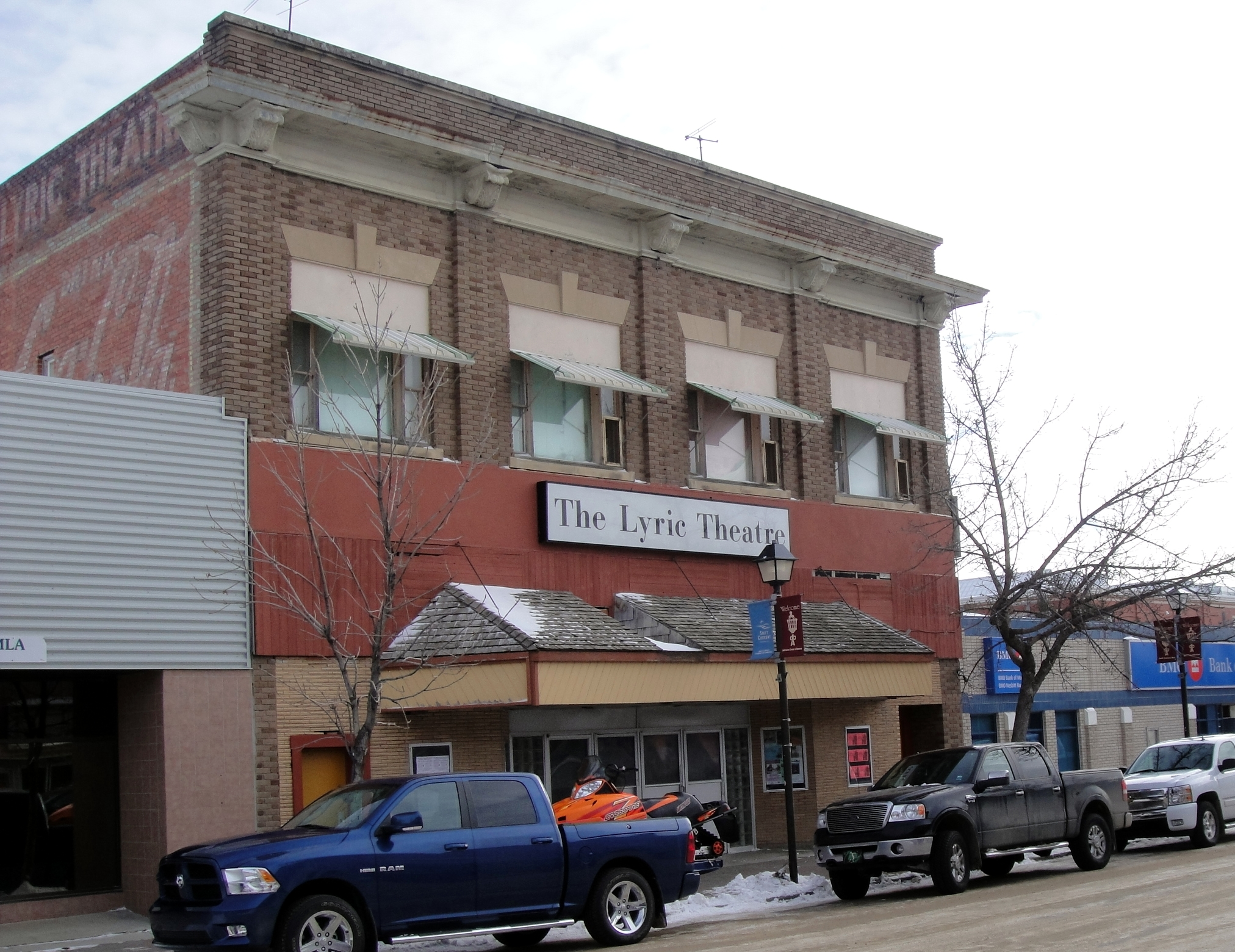
تئاتر لیریک در مرکز شهر سویفت کارنت
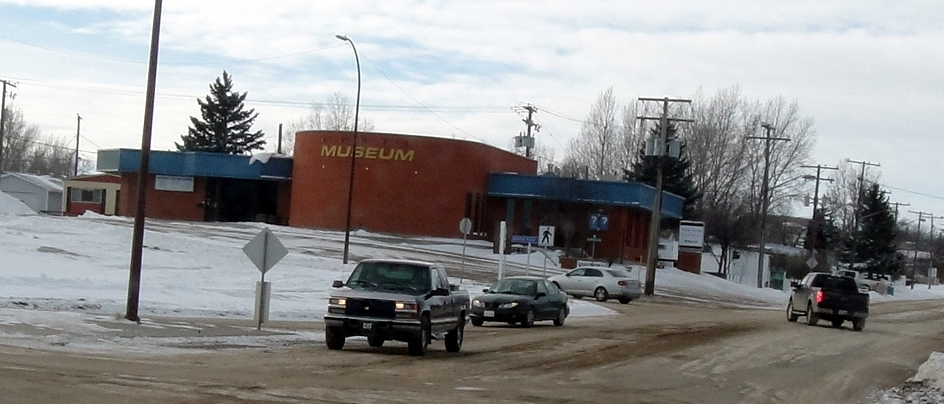
موزه سویفت کارنت